# KAA Gent in het seizoen 2006/07
Dit artikel beschrijft de prestaties van de Belgische voetbalclub KAA Gent in het seizoen 2006-2007.

## Gebeurtenissen

### Zomermercato
Het seizoen 2006/07 was het derde opeenvolgende seizoen van KAA Gent met Georges Leekens als hoofdcoach.
Mbark Boussoufa vertrok tot teleurstelling van de Gentse supporters naar landskampioen Anderlecht. Met een transferbedrag van zo'n vier miljoen euro was het op dat moment de duurste transfer uit de Belgische geschiedenis. Een andere sterkhouder, Wouter Vrancken, verruilde Gent voor Genk. Daarnaast vertrokken onder meer ook Blessing Chinedu en Mamar Mamouni (beide naar Lierse), Steve Cooreman (naar het Noorse HamKam) en Aliyu Datti (naar Zulte Waregem).
Aan inkomende zijde waren de belangrijkste zomertransfers die van Alin Stoica (van het Roemeense FC Politehnica Timișoara), Marcin Żewłakow (van het Franse FC Metz), Adekanmi Olufade (van het Qatarese Al-Siliya), Randall Azofeifa (van het Costa Ricaanse Deportivo Saprissa), Guillaume Gillet (KAS Eupen), Patrice Noukeu (Excelsior Moeskroen) en Djordje Svetlicic (Cercle Brugge).

### Eerste seizoenshelft
In de Intertoto Cup startte Gent in de derde voorronde en werd daarin uitgeschakeld door het Zwitserse Grasshopper Club Zürich. Ook in de competitie miste Gent haar start met een nul op zes. Geleidelijk kwam er echter beterschap. Na tien speeldagen had Gent 15 punten op 30 en stond het op de achtste plaats. De laatste vijf wedstrijden van 2006 behaalde Gent 15 punten op 15, waardoor ze de heenronde afsloten op de derde plaats.
Voor de Beker van België waren de Buffalo's intussen ook geplaatst voor de 1/8e finale dankzij een overwinning tegen tweedeklasser KVK Tienen.

### Wintermercato
Tijdens de wintertransferperiode werd de kern versterkt met Bryan Ruiz (van het Costa Ricaanse Alajuelense), Jean-Jacques Domoraud (van het Franse US Créteil), Mahamed N'Diaye (Olympic Charleroi) en Petter Rudi (van het Noorse Molde FK). Kenny Thompson vertrok op huurbasis naar Lierse SK.

### Tweede seizoenshelft
Na de winterstop plaatsten de Buffalo's zich voor de kwartfinales van de beker met een 2-3 zege op het terrein van KSV Roeselare. In de competitie zakten ze naar de vierde plaats maar wisten zich de volgende wedstrijden op die positie te handhaven. In februari verloren ze echter drie wedstrijden op rij, waardoor de achterstand op de derde in de rangschikking, Standard, vergroot was tot zes punten, geen goede zaak voor Gent met het oog op het behalen van Europees voetbal.
Voor de kwartfinales van de beker werd KV Mechelen als tegenstander uitgeloot. Op 28 februari werd de thuiswedstrijd gewonnen met 2-1 en twee weken later werd de return gewonnen met 0-1. De Buffalo's waren dus verzekerd van een plaats in de halve finales. Ook in de competitie wist Gent de daaropvolgende weken opnieuw punten te behalen. Ze bleven daarmee op de vierde plaats staan.
In de halve finale van de beker won Gent de heenwedstrijd met 3-1 van Club Brugge, maar enkele weken later werd de terugwedstrijd met 2-0 verloren, waardoor Gent de finale aan zich voorbij zag gaan. Na de bekeruitschakeling volgden nog twee competitiewedstrijden waarin moest gestreden worden voor een Europees ticket. De voorlaatste speeldag bleef Gent echter op een 1-2 nederlaag steken tegen Germinal Beerschot. Bovendien won Standard dezelfde speeldag van Club Brugge en pakte zo definitief de derde plaats en het bijhorende UEFA-cup ticket. Ook de vierde plaats was nog geen zekerheid, want Gent werd op de hielen gezeten door Charleroi, dat de voorlaatste speeldag had gewonnen tegen Genk. Dankzij een 1-1 gelijkspel op het veld van Westerlo op de laatste speeldag konden de Buffalo's de vierde plaats alsnog veilig stellen. Dat betekende dat Gent, afhankelijk van het resultaat van de bekerfinale op 26 mei tussen Standard en Club Brugge ofwel voor de Intertoto ofwel voor de UEFA-cup geplaatst was. Club Brugge trok aan het langste eind in de bekerfinale, waardoor Gent het volgende seizoen opnieuw aan de Intertoto zou deelnemen.

## Spelerskern
| Nr.           | Naam                     | Nationaliteit                        | Geboortedatum | Competitie | Competitie | Beker | Beker | Andere | Andere | Europees | Europees | Totaal | Totaal | Bij de club sinds | Laatste club                   | Positie     |
| Nr.           | Naam                     | Nationaliteit                        | Geboortedatum | W          |            | W     |       | W      |        | W        |          | W      |        | Bij de club sinds | Laatste club                   | Positie     |
| ------------- | ------------------------ | ------------------------------------ | ------------- | ---------- | ---------- | ----- | ----- | ------ | ------ | -------- | -------- | ------ | ------ | ----------------- | ------------------------------ | ----------- |
| Keepers       |                          |                                      |               |            |            |       |       |        |        |          |          |        |        |                   |                                |             |
| 23            | Frédéric Herpoel         | Vlag van België                      | 16-08-1974    | 32         | 1          | 6     | 0     | 0      | 0      | 2        | 0        | 40     | 1      | 1997              | RSC Anderlecht                 | DM          |
| 25            | Alexandre Martinovic     | Vlag van Frankrijk                   | 31-05-1985    | 2          | 0          | 0     | 0     | 0      | 0      | 0        | 0        | 2      | 0      | 2006              | FC Sochaux                     | DM          |
| 29            | Sören Van De Moortele    | Vlag van België                      | 11-07-1987    | 0          | 0          | 0     | 0     | 0      | 0      | 0        | 0        | 0      | 0      | 2006              | Eigen jeugd                    | DM          |
| ?             | Apoula Edel(2)           | Vlag van Kameroen · Vlag van Armenië | 17-06-1986    | 0          | 0          | 0     | 0     | 0      | 0      | 0        | 0        | 0      | 0      | 2006              | Rapid Boekarest                | DM          |
| Verdedigers   |                          |                                      |               |            |            |       |       |        |        |          |          |        |        |                   |                                |             |
| 2             | Dario Smoje              | Vlag van Kroatië                     | 19-09-1978    | 28         | 0          | 4     | 0     | 0      | 0      | 2        | 0        | 34     | 0      | 2005              | NK Zagreb                      | CV          |
| 3             | Damir Mirvić             | Vlag van Bosnië en Herzegovina       | 30-11-1982    | 8          | 0          | 2     | 0     | 0      | 0      | 1        | 0        | 11     | 0      | 2005              | FK Sarajevo                    | CV          |
| 4             | Djordje Svetlicic        | Vlag van Servië                      | 05-01-1974    | 31         | 1          | 6     | 0     | 0      | 0      | 0        | 0        | 37     | 1      | 2006              | Cercle Brugge                  | CV          |
| 5             | Jean Beausejour(2)       | Vlag van Chili                       | 01-06-1984    | 0          | 0          | 0     | 0     | 0      | 0      | 0        | 0        | 0      | 0      | 2006              | Grêmio                         | LB; LM      |
| 5             | Jean-Jacques Domoraud(3) | Vlag van Ivoorkust                   | 01-03-1981    | 5          | 0          | 1     | 0     | 0      | 0      | 0        | 0        | 6      | 0      | 2007              | US Créteil                     | RB          |
| 6             | Nicolas Lombaerts        | Vlag van België                      | 20-03-1985    | 32         | 0          | 5     | 0     | 0      | 0      | 2        | 0        | 39     | 0      | 2004              | Club Brugge                    | CV; LB      |
| 7             | Stephen Laybutt          | Vlag van Australië                   | 03-09-1977    | 14         | 0          | 2     | 0     | 0      | 0      | 2        | 0        | 18     | 0      | 2004              | Excelsior Moeskroen            | CV; LB      |
| 17            | Kenny Thompson(2)        | Vlag van België                      | 26-04-1985    | 10         | 0          | 1     | 0     | 0      | 0      | 1        | 0        | 12     | 0      | 2005              | Germinal Beerschot             | LB          |
| 22            | Kenneth Weytens(2)       | Vlag van België                      | 26-01-1987    | 0          | 0          | 0     | 0     | 0      | 0      | 0        | 0        | 0      | 0      | 2006              | Eigen jeugd                    | CM          |
| 22            | Mahamed Habib N'Diaye(3) | Vlag van Mali                        | 17-01-1986    | 5          | 0          | 2     | 0     | 0      | 0      | 0        | 0        | 7      | 0      | 2007              | Olympic Charleroi              | LB          |
| Middenvelders |                          |                                      |               |            |            |       |       |        |        |          |          |        |        |                   |                                |             |
| 8             | Nebojša Pavlović         | Vlag van Servië                      | 09-04-1981    | 30         | 5          | 5     | 3     | 0      | 0      | 2        | 0        | 37     | 8      | 2006              | FK Rad                         | CVM         |
| 10            | Randall Azofeifa         | Vlag van Costa Rica                  | 30-12-1984    | 14         | 2          | 3     | 0     | 0      | 0      | 2        | 0        | 19     | 2      | 2006              | Deportivo Saprissa             | CM          |
| 12            | Guillaume Gillet         | Vlag van België                      | 09-03-1984    | 29         | 3          | 5     | 0     | 0      | 0      | 2        | 0        | 36     | 3      | 2006              | KAS Eupen                      | CVM; RB; RM |
| 14            | Christophe Grégoire      | Vlag van België                      | 20-04-1980    | 33         | 4          | 6     | 0     | 0      | 0      | 2        | 0        | 41     | 4      | 2005              | RSC Anderlecht                 | LM          |
| 16            | Alin Stoica              | Vlag van Roemenië                    | 10-12-1979    | 25         | 2          | 6     | 2     | 0      | 0      | 0        | 0        | 31     | 4      | 2006              | FC Politehnica Timișoara       | CAM         |
| 19            | Patrice Noukeu           | Vlag van Kameroen                    | 22-11-1982    | 19         | 1          | 2     | 0     | 0      | 0      | 0        | 0        | 21     | 1      | 2006              | Excelsior Moeskroen            | CM          |
| 20            | Bryan Ruiz(3)            | Vlag van Costa Rica                  | 18-08-1985    | 16         | 3          | 2     | 0     | 0      | 0      | 1        | 0        | 19     | 3      | 2006              | Alajuelense                    | CAM; LV     |
| 21            | Davy De Beule            | Vlag van België                      | 07-11-1981    | 27         | 3          | 4     | 0     | 0      | 0      | 2        | 0        | 33     | 3      | 2005              | KSC Lokeren                    | RM          |
| 24            | Steve De Ridder(2)       | Vlag van België                      | 25-02-1987    | 1          | 0          | 0     | 0     | 0      | 0      | 0        | 0        | 1      | 0      | 2004              | Eendracht Aalst (uitleenbasis) | CAM; SP     |
| 13            | Petter Rudi(3)           | Vlag van Noorwegen                   | 17-09-1973    | 12         | 3          | 0     | 0     | 0      | 0      | 0        | 0        | 12     | 3      | 2007              | Molde FK                       | CVM, CAM    |
| Aanvallers    |                          |                                      |               |            |            |       |       |        |        |          |          |        |        |                   |                                |             |
| 9             | Marcin Żewłakow          | Vlag van Polen                       | 22-04-1976    | 18         | 1          | 0     | 0     | 0      | 0      | 2        | 1        | 20     | 2      | 2006              | FC Metz                        | SP          |
| 11            | Sandy Martens            | Vlag van België                      | 23-12-1972    | 7          | 1          | 0     | 0     | 0      | 0      | 2        | 0        | 9      | 1      | 2004              | Club Brugge                    | SP          |
| 13            | Ernest Webnje Nfor(1)    | Vlag van Kameroen                    | 28-04-1986    | 1          | 0          | 0     | 0     | 0      | 0      | 1        | 0        | 2      | 0      | 2006              | Sable Batié                    | SP          |
| 15            | Adekanmi Olufade         | Vlag van Frankrijk · Vlag van Togo   | 07-01-1980    | 27         | 15         | 6     | 2     | 0      | 0      | 0        | 0        | 33     | 17     | 2006              | Al-Siliya                      | SP          |
| 18            | Dominic Foley            | Vlag van Ierland                     | 07-07-1976    | 30         | 10         | 6     | 2     | 0      | 0      | 2        | 1        | 38     | 13     | 2005              | Bohemians Dublin FC            | SP          |
| ?             | Djima Oyawolé            | Vlag van Togo                        | 18-10-1976    | 0          | 0          | 0     | 0     | 0      | 0      | 0        | 0        | 0      | 0      | 2006              | Shanghai Greenland Shenhua     | SP          |

DM: Doelman, RB: Rechtsback, CV: Centrale verdediger, LB: Linksback, CVM: Verdedigende middenvelder, CM: Centrale middenvelder, RM: Rechtsmidden, LM: Linksmidden, CAM: Aanvallende middenvelder, RV: Rechter vleugelspits, LV: Linker vleugelspits, CA: Hangende spits, SP: Diepste spits, : Aanvoerder

(1): werd verhuurd tijdens de zomertransferperiode (zie verder) maar speelde in het begin van het seizoen nog enkele wedstrijden voor KAA Gent

(2): enkel eerste seizoenshelft bij KAA Gent; zie wintertransfers uitgaand

(3): enkel tweede seizoenshelft bij KAA Gent; zie wintertransfers inkomend

## Uitrustingen
Shirtsponsor(s): VDK bank (borst), Crawford & Company (rug)

Sportmerk: Nike
| Thuis | Uit | Doelman | Doelman | Doelman |

## Technische staf
| Functie            | Naam                  | Nationaliteit |
| ------------------ | --------------------- | ------------- |
| Hoofdtrainer/coach | Georges Leekens       | België        |
| Assistent-coach    | Freddy Heirman        | België        |
| Assistent-coach    | Etienne De Wispelaere | België        |
| Keeperstrainer     | Gino De Vriendt       | België        |

## Transfers

### ingaand
| Naam                  | Land                               | Positie | Van                        | Type              |       |
| zomer                 | zomer                              | zomer   | zomer                      | zomer             | zomer |
| --------------------- | ---------------------------------- | ------- | -------------------------- | ----------------- | ----- |
| Randall Azofeifa      | Vlag van Costa Rica                | M       | Deportivo Saprissa         | aankoop           |       |
| Steve De Ridder       | Vlag van België                    | M       | Eendracht Aalst            | terug van verhuur |       |
| Apoula Edel           | Vlag van Kameroen                  | DM      | Rapid Boekarest            | huur              |       |
| Guillaume Gillet      | Vlag van België                    | M       | KAS Eupen                  | aankoop           |       |
| Alexandre Martinovic  | Vlag van Frankrijk                 | DM      | FC Sochaux                 | transfervrij      |       |
| Patrice Noukeu        | Vlag van Kameroen                  | M       | Excelsior Moeskroen        |                   |       |
| Adekanmi Olufade      | Vlag van Frankrijk · Vlag van Togo | A       | Al-Siliya                  | aankoop           |       |
| Djima Oyawolé         | Vlag van Togo                      | A       | Shanghai Greenland Shenhua | transfervrij      |       |
| Alin Stoica           | Vlag van Roemenië                  | M       | FC Politehnica Timișoara   | transfervrij      |       |
| Djordje Svetlicic     | Vlag van Servië                    | V       | Cercle Brugge              | aankoop           |       |
| Sören Van De Moortele | Vlag van België                    | DM      | Jeugd                      | overdracht jeugd  |       |
| Kenneth Weytens       | Vlag van België                    | M       | Jeugd                      | overdracht jeugd  |       |
| Marcin Żewłakow       | Vlag van Polen                     | A       | FC Metz                    | transfervrij      |       |
| winter                |                                    |         |                            |                   |       |
| Jean-Jacques Domoraud | Vlag van Ivoorkust                 | V       | US Créteil                 | transfervrij      |       |
| Mahamed Habib N'Diaye | Vlag van Mali                      | V       | Olympic Charleroi          | transfervrij      |       |
| Petter Rudi           | Vlag van Noorwegen                 | M       | Molde FK                   | transfervrij      |       |
| Bryan Ruiz            | Vlag van Costa Rica                | M       | Alajuelense                | transfervrij      |       |

### Uitgaand
| Naam                 | Land                     | Positie | Naar                | Type         |       |
| zomer                | zomer                    | zomer   | zomer               | zomer        | zomer |
| -------------------- | ------------------------ | ------- | ------------------- | ------------ | ----- |
| Mbark Boussoufa      | Vlag van Marokko         | A       | RSC Anderlecht      | verkoop      |       |
| Ludovic Buysens      | Vlag van België          | V       | KSK Ronse           | transfervrij |       |
| Blessing Chinedu     | Vlag van Nigeria         | V       | Lierse SK           | transfervrij |       |
| Steve Cooreman       | Vlag van België          | M       | HamKam              |              |       |
| Mohammed Aliyu Datti | Vlag van Nigeria         | A       | SV Zulte Waregem    | transfervrij |       |
| Björn De Coninck     | Vlag van België          | V       | KV Oostende         | transfervrij |       |
| Mamadou Diop         | Vlag van Senegal         | A       | KAS Eupen           | transfervrij |       |
| Yngvar Hakonsen      | Vlag van Noorwegen       | V       | Tromsø IL           |              |       |
| Erdinc Kurtulus      | Vlag van België          | V       | KV Oostende         | transfervrij |       |
| Mamar Mamouni        | Vlag van Algerije        | M       | Lierse SK           | transfervrij |       |
| Nenad Mladenovic     | Vlag van Servië          | A       | FK Smederevo        | transfervrij |       |
| Peter Mollez         | Vlag van België          | DM      | KV Kortrijk         | transfervrij |       |
| Ernest Webnje Nfor   | Vlag van Kameroen        | A       | KMSK Deinze         | verhuur      |       |
| Jovica Trajcev       | Vlag van Noord-Macedonië | M       | FK Baškimi Kumanovo | transfervrij |       |
| Wouter Vrancken      | Vlag van België          | M       | KRC Genk            | verkoop      |       |
| Zéphirin Zoko        | Vlag van Ivoorkust       | A       | Nîmes Olympique     | transfervrij |       |
| winter               |                          |         |                     |              |       |
| Jean Beausejour      | Vlag van Chili           | V       | CD Cobreloa         | transfervrij |       |
| Steve De Ridder      | Vlag van België          | M       | VW Hamme            | verhuur      |       |
| Apoula Edel          | Vlag van Kameroen        | DM      | Rapid Boekarest     | einde huur   |       |
| Kenny Thompson       | Vlag van België          | V       | Lierse SK           | verhuur      |       |
| Kenneth Weytens      | Vlag van België          | M       | FCN Sint-Niklaas    | verhuur      |       |

## Oefenwedstrijden
| Datum              | Thuisploeg           | Uitslag | Uitploeg       |
| ------------------ | -------------------- | ------- | -------------- |
| 24-06-2006 - 15:00 | KAA Gent             | 0-0     | Torpedo Moskou |
| 28-06-2006 - 19:30 | RAEC Mons            | 1-0     | KAA Gent       |
| 01-07-2006 - 15:00 | Lokomotiv Sofia      | 0-1     | KAA Gent       |
| 05-07-2006 - 19:00 | KM Torhout           | 1-3     | KAA Gent       |
| 08-07-2006 - 19:00 | KAA Gent             | 1-1     | Maccabi Haifa  |
| 13-07-2006 - 19:00 | KMSK Deinze          | 1-0     | KAA Gent       |
| 19-07-2006 - 19:00 | Cercle Brugge        | 0-1     | KAA Gent       |
| 26-07-2006 - 19:30 | VW Hamme             | 0-0     | KAA Gent       |
| 12-08-2006 - 19:00 | KV Red Star Waasland | 1-1     | KAA Gent       |

## Jupiler Pro League

### Wedstrijden
| Jupiler Pro League                                             |                                                              |                         |                                                 | |                                                             |
| Wedstrijddetails                                               | Thuisploeg                                                   | Uitslag                 | Uitploeg                                        | Opstelling | Kaarten                                                     |
| Heenronde                                                      |                                                              |                         |                                                 | |                                                             |
| 28 juli 2006 20:30 Jan Breydelstadion Brugge                   | Club Brugge                                                  | 5-0                     | KAA Gent                                        | Herpoel Svetlicic, Smoje, Laybutt, Lombaerts (86' Thompson) De Beule, Noukeu (46' Grégoire), Pavlović Martens, Foley, Żewłakow (67' Nfor)   | 66' Laybutt 83' Smoje                                       |
| 28 juli 2006 20:30 Jan Breydelstadion Brugge                   | Daerden 25' Balaban 35' Ishiaku 76' Roelandts 82' Chavez 90' | 1-0 2-0 3-0 4-0 5-0     |                                                 | Herpoel Svetlicic, Smoje, Laybutt, Lombaerts (86' Thompson) De Beule, Noukeu (46' Grégoire), Pavlović Martens, Foley, Żewłakow (67' Nfor)   | 66' Laybutt 83' Smoje                                       |
| 5 augustus 2006 20:00 Jules Ottenstadion Gent                  | KAA Gent                                                     | 1-3                     | Excelsior Moeskroen                             | Herpoel Svetlicic, Smoje, Laybutt, Lombaerts (79' Ruiz) De Beule, Noukeu (68' Azofeifa), Pavlović Grégoire, Foley, Żewłakow                 | 23' Pavlović                                                |
| 5 augustus 2006 20:00 Jules Ottenstadion Gent                  | Herpoel (pen.) 25'                                           | 0-1 1-1 1-2 1-3         | 5' Custovic 70' Custovic 77' Ba                 | Herpoel Svetlicic, Smoje, Laybutt, Lombaerts (79' Ruiz) De Beule, Noukeu (68' Azofeifa), Pavlović Grégoire, Foley, Żewłakow                 | 23' Pavlović                                                |
| 20 augustus 2006 20:30 Daknamstadion Lokeren                   | KSC Lokeren                                                  | 1-1                     | KAA Gent                                        | Herpoel Svetlicic, Smoje, Laybutt, Lombaerts De Beule (86' Gillet), Azofeifa, Pavlović Grégoire, Foley, Żewłakow (75' De Ridder)            | 29' Svetlicic 55' De Beule                                  |
| 20 augustus 2006 20:30 Daknamstadion Lokeren                   | Camara 36'                                                   | 0-1 1-1                 | 8' Grégoire                                     | Herpoel Svetlicic, Smoje, Laybutt, Lombaerts De Beule (86' Gillet), Azofeifa, Pavlović Grégoire, Foley, Żewłakow (75' De Ridder)            | 29' Svetlicic 55' De Beule                                  |
| 27 augustus 2006 18:00 Jules Ottenstadion Gent                 | KAA Gent                                                     | 2-1                     | Sporting Charleroi                              | Herpoel Svetlicic, Smoje, Laybutt (63' Gillet), Lombaerts De Beule (83' Stoica), Azofeifa (46' Noukeu), Pavlović Grégoire, Foley, Olufade   | 23' Foley 45' Pavlović                                      |
| 27 augustus 2006 18:00 Jules Ottenstadion Gent                 | Foley 71' Foley 84'                                          | 0-1 1-1 2-1             | 30' Théreau                                     | Herpoel Svetlicic, Smoje, Laybutt (63' Gillet), Lombaerts De Beule (83' Stoica), Azofeifa (46' Noukeu), Pavlović Grégoire, Foley, Olufade   | 23' Foley 45' Pavlović                                      |
| 10 september 2006 18:00 Fenixstadion Genk                      | KRC Genk                                                     | 3-1                     | KAA Gent                                        | Herpoel Svetlicic, Smoje, Laybutt, Lombaerts (46' Mirvić) De Beule, Noukeu (67' Stoica), Pavlović Grégoire, Foley (80' Żewłakow), Olufade   | 21' Pavlović 60' Laybutt 68' Smoje 80' Smoje                |
| 10 september 2006 18:00 Fenixstadion Genk                      | Chatelle 7' Matoukou 58' Bosnjak 81'                         | 1-0 1-1 2-1 3-1         | 16' De Beule                                    | Herpoel Svetlicic, Smoje, Laybutt, Lombaerts (46' Mirvić) De Beule, Noukeu (67' Stoica), Pavlović Grégoire, Foley (80' Żewłakow), Olufade   | 21' Pavlović 60' Laybutt 68' Smoje 80' Smoje                |
| 17 september 2006 20:30 Jules Ottenstadion Gent                | KAA Gent                                                     | 1-1                     | SV Zulte Waregem                                | Herpoel Mirvić (34' Gillet), Svetlicic, Laybutt, Martens De Beule, Noukeu (78' Żewłakow), Stoica (46' Thompson) Grégoire, Foley, Olufade    | 32' Laybutt 45' Gillet 89' Olufade                          |
| 17 september 2006 20:30 Jules Ottenstadion Gent                | Gillet 82'                                                   | 0-1 1-1                 | 10' Matthys                                     | Herpoel Mirvić (34' Gillet), Svetlicic, Laybutt, Martens De Beule, Noukeu (78' Żewłakow), Stoica (46' Thompson) Grégoire, Foley, Olufade    | 32' Laybutt 45' Gillet 89' Olufade                          |
| 23 september 2006 20:00 Herman Vanderpoortenstadion Lier       | Lierse SK                                                    | 1-4                     | KAA Gent                                        | Herpoel Martens, Smoje, Svetlicic, Lombaerts De Beule (69' Gillet), Noukeu, Pavlović Grégoire (82' Thompson), Foley, Olufade (76' Żewłakow) | 36' Grégoire 42' Foley 44' Noukeu                           |
| 23 september 2006 20:00 Herman Vanderpoortenstadion Lier       | Jatta 84'                                                    | 0-1 0-2 0-3 0-4 1-4     | 9' Grégoire 55' Olufade 64' Olufade 74' Olufade | Herpoel Martens, Smoje, Svetlicic, Lombaerts De Beule (69' Gillet), Noukeu, Pavlović Grégoire (82' Thompson), Foley, Olufade (76' Żewłakow) | 36' Grégoire 42' Foley 44' Noukeu                           |
| 1 oktober 2006 18:00 Jules Ottenstadion Gent                   | KAA Gent                                                     | 2-1                     | Standard Luik                                   | Herpoel Martens, Smoje, Svetlicic, Lombaerts De Beule (76' Gillet), Noukeu, Pavlović Grégoire, Foley, Olufade (90' Żewłakow)                | 49' Lombaerts 53' Pavlović 85' Svetlicic                    |
| 1 oktober 2006 18:00 Jules Ottenstadion Gent                   | Foley 35' Pavlović 81'                                       | 1-0 1-1 2-1             | 54' Rapaic                                      | Herpoel Martens, Smoje, Svetlicic, Lombaerts De Beule (76' Gillet), Noukeu, Pavlović Grégoire, Foley, Olufade (90' Żewłakow)                | 49' Lombaerts 53' Pavlović 85' Svetlicic                    |
| 14 oktober 2006 20:00 Jan Breydelstadion Brugge                | Cercle Brugge                                                | 0-1                     | KAA Gent                                        | Herpoel Martens, Smoje, Svetlicic, Lombaerts (22' Thompson) De Beule, Noukeu, Pavlović Grégoire, Foley, Olufade                             | 62' Noukeu 67' Pavlović 80' Foley 85' Grégoire 90' Thompson |
| 14 oktober 2006 20:00 Jan Breydelstadion Brugge                |                                                              | 0-1                     | 71' Martens                                     | Herpoel Martens, Smoje, Svetlicic, Lombaerts (22' Thompson) De Beule, Noukeu, Pavlović Grégoire, Foley, Olufade                             | 62' Noukeu 67' Pavlović 80' Foley 85' Grégoire 90' Thompson |
| 28 oktober 2006 20:00 Jules Ottenstadion Gent                  | KAA Gent                                                     | 3-3                     | FC Brussels                                     | Herpoel Gillet, Smoje, Laybutt (67' Lombaerts), Svetlicic De Beule (84' Mirvić), Noukeu, Pavlović Grégoire, Żewłakow, Olufade               | 40' Laybutt 87' Gillet                                      |
| 28 oktober 2006 20:00 Jules Ottenstadion Gent                  | Noukeu 12' Olufade 34' Pavlović 55'                          | 1-0 1-1 2-1 3-1 3-2 3-3 | 30' Gorius 64' Culek (pen.) 89' Gorius          | Herpoel Gillet, Smoje, Laybutt (67' Lombaerts), Svetlicic De Beule (84' Mirvić), Noukeu, Pavlović Grégoire, Żewłakow, Olufade               | 40' Laybutt 87' Gillet                                      |
| 4 november 2006 20:00 Jules Ottenstadion Gent                  | KAA Gent                                                     | 2-0                     | KSV Roeselare                                   | Herpoel Gillet, Smoje, Svetlicic, Lombaerts De Beule (68' Stoica), Noukeu, Pavlović Grégoire (92' Laybutt), Foley, Olufade (90' Żewłakow)   | 59' Foley                                                   |
| 4 november 2006 20:00 Jules Ottenstadion Gent                  | Olufade 29' Foley 76'                                        | 1-0 2-0                 |                                                 | Herpoel Gillet, Smoje, Svetlicic, Lombaerts De Beule (68' Stoica), Noukeu, Pavlović Grégoire (92' Laybutt), Foley, Olufade (90' Żewłakow)   | 59' Foley                                                   |
| 11 november 2006 20:00 Freethiel Beveren                       | KSK Beveren                                                  | 1-0                     | KAA Gent                                        | Herpoel Gillet (78' Stoica), Smoje, Svetlicic, Lombaerts (88' Thompson) De Beule, Noukeu (70' Żewłakow), Pavlović Grégoire, Foley, Olufade  | 17' Svetlicic 44' De Beule 69' Noukeu 93' Pavlović          |
| 11 november 2006 20:00 Freethiel Beveren                       | Badjan (pen.) 66'                                            | 1-0                     |                                                 | Herpoel Gillet (78' Stoica), Smoje, Svetlicic, Lombaerts (88' Thompson) De Beule, Noukeu (70' Żewłakow), Pavlović Grégoire, Foley, Olufade  | 17' Svetlicic 44' De Beule 69' Noukeu 93' Pavlović          |
| 18 november 2006 18:00 Jules Ottenstadion Gent                 | KAA Gent                                                     | 2-1                     | RSC Anderlecht                                  | Herpoel Gillet, Smoje, Laybutt, Lombaerts De Beule, Azofeifa, Stoica (78’ Thompson) Grégoire, Foley, Olufade (90’ Mirvić)                   | 79' De Beule 87' Thompson                                   |
| 18 november 2006 18:00 Jules Ottenstadion Gent                 | Olufade (pen.) 45' Azofeifa 65'                              | 0-1 1-1 2-1             | 19' Tchité                                      | Herpoel Gillet, Smoje, Laybutt, Lombaerts De Beule, Azofeifa, Stoica (78’ Thompson) Grégoire, Foley, Olufade (90’ Mirvić)                   | 79' De Beule 87' Thompson                                   |
| 25 november 2006 20:00 Stade Charles Tondreau Bergen           | RAEC Mons                                                    | 0-1                     | KAA Gent                                        | Herpoel Gillet, Smoje, Laybutt (32' Svetlicic), Lombaerts Pavlović, Azofeifa, Stoica (60' Noukeu) Grégoire, Foley, Olufade                  | 30' Azofeifa 37' Svetlicic 86' Azofeifa                     |
| 25 november 2006 20:00 Stade Charles Tondreau Bergen           |                                                              | 0-1                     | 21' Pavlović                                    | Herpoel Gillet, Smoje, Laybutt (32' Svetlicic), Lombaerts Pavlović, Azofeifa, Stoica (60' Noukeu) Grégoire, Foley, Olufade                  | 30' Azofeifa 37' Svetlicic 86' Azofeifa                     |
| 2 december 2006 20:00 Jules Ottenstadion Gent                  | KAA Gent                                                     | 3-1                     | Sint-Truiden                                    | Herpoel Gillet, Smoje, Svetlicic, Lombaerts De Beule (83' Noukeu), Stoica, Pavlović Grégoire (91' Thompson), Foley, Olufade (90' Żewłakow)  | 62' Herpoel 68' Olufade 72' Smoje 88' Stoica                |
| 2 december 2006 20:00 Jules Ottenstadion Gent                  | Olufade 1' Foley 8' Olufade 14'                              | 1-0 2-0 3-0 3-1         | 49' Peeters                                     | Herpoel Gillet, Smoje, Svetlicic, Lombaerts De Beule (83' Noukeu), Stoica, Pavlović Grégoire (91' Thompson), Foley, Olufade (90' Żewłakow)  | 62' Herpoel 68' Olufade 72' Smoje 88' Stoica                |
| 9 december 2006 20:00 Olympisch Stadion Antwerpen              | Germinal Beerschot                                           | 0-3                     | KAA Gent                                        | Herpoel Gillet, Smoje, Svetlicic, Lombaerts De Beule, Stoica, Pavlović Grégoire (86' Thompson), Foley (88' Noukeu), Olufade                 | 45' Olufade                                                 |
| 9 december 2006 20:00 Olympisch Stadion Antwerpen              |                                                              | 0-1 0-2 0-3             | 11' Foley 54' De Beule 67' Van Dooren (own)     | Herpoel Gillet, Smoje, Svetlicic, Lombaerts De Beule, Stoica, Pavlović Grégoire (86' Thompson), Foley (88' Noukeu), Olufade                 | 45' Olufade                                                 |
| 16 december 2006 20:00 Jules Ottenstadion Gent                 | KAA Gent                                                     | 2-0                     | KVC Westerlo                                    | Herpoel Gillet, Smoje, Svetlicic, Lombaerts De Beule (90' Azofeifa), Stoica, Pavlović Grégoire (89' Thompson), Foley, Żewłakow (69' Ruiz)   | 78' Stoica                                                  |
| 16 december 2006 20:00 Jules Ottenstadion Gent                 | Foley 61' Ruiz 76'                                           | 1-0 2-0                 |                                                 | Herpoel Gillet, Smoje, Svetlicic, Lombaerts De Beule (90' Azofeifa), Stoica, Pavlović Grégoire (89' Thompson), Foley, Żewłakow (69' Ruiz)   | 78' Stoica                                                  |
| Terugronde                                                     |                                                              |                         |                                                 | |                                                             |
| 21 januari 2007 13:00 Jules Ottenstadion Gent                  | KAA Gent                                                     | 0-0                     | Club Brugge                                     | Herpoel Gillet, Smoje, Svetlicic, Lombaerts De Beule (76' Rudi), Stoica, Pavlović Grégoire, Foley, Olufade                                  | 19' Foley 59' Stoica 72' De Beule                           |
| 21 januari 2007 13:00 Jules Ottenstadion Gent                  |                                                              |                         |                                                 | Herpoel Gillet, Smoje, Svetlicic, Lombaerts De Beule (76' Rudi), Stoica, Pavlović Grégoire, Foley, Olufade                                  | 19' Foley 59' Stoica 72' De Beule                           |
| 27 januari 2007 18:00 Le Canonnier Moeskroen                   | Excelsior Moeskroen                                          | 0-3                     | KAA Gent                                        | Martinovic Gillet, Smoje, Svetlicic, Lombaerts De Beule, Azofeifa (75' Rudi), Pavlović Grégoire (88' Thompson), Foley, Olufade (85' Ruiz)   | 39' Azofeifa 58' Grégoire                                   |
| 27 januari 2007 18:00 Le Canonnier Moeskroen                   |                                                              | 0-1 0-2 0-3             | 41' Grégoire 56' Olufade (pen.) 82' Rudi        | Martinovic Gillet, Smoje, Svetlicic, Lombaerts De Beule, Azofeifa (75' Rudi), Pavlović Grégoire (88' Thompson), Foley, Olufade (85' Ruiz)   | 39' Azofeifa 58' Grégoire                                   |
| 3 februari 2007 18:00 Jules Ottenstadion Gent                  | KAA Gent                                                     | 3-1                     | KSC Lokeren                                     | Martinovic Gillet, Smoje, Svetlicic, Lombaerts De Beule (84' Noukeu), Rudi (46' Ruiz), Pavlović Stoica, Foley, Olufade                      | 58' Pavlović 58' Svetlicic 80' Gillet                       |
| 3 februari 2007 18:00 Jules Ottenstadion Gent                  | Olufade (pen.) 53' Gillet 80' Gillet 87'                     | 0-1 1-1 2-1 3-1         | 24' Tambwe                                      | Martinovic Gillet, Smoje, Svetlicic, Lombaerts De Beule (84' Noukeu), Rudi (46' Ruiz), Pavlović Stoica, Foley, Olufade                      | 58' Pavlović 58' Svetlicic 80' Gillet                       |
| 11 februari 2007 18:00 Stade du Pays Charleroi                 | Sporting Charleroi                                           | 1-0                     | KAA Gent                                        | Herpoel Domoraud, Smoje, Svetlicic, Lombaerts De Beule (70' Rudi), Stoica (88' Azofeifa), Pavlović Grégoire, Ruiz (79' Noukeu), Olufade     | 80' Grégoire                                                |
| 11 februari 2007 18:00 Stade du Pays Charleroi                 | Akgul (pen.) 87'                                             | 1-0                     |                                                 | Herpoel Domoraud, Smoje, Svetlicic, Lombaerts De Beule (70' Rudi), Stoica (88' Azofeifa), Pavlović Grégoire, Ruiz (79' Noukeu), Olufade     | 80' Grégoire                                                |
| 18 februari 2007 18:00 Jules Ottenstadion Gent                 | KAA Gent                                                     | 1-3                     | KRC Genk                                        | Herpoel Domoraud (79' Ruiz), Smoje, Svetlicic, Lombaerts Pavlović, Gillet, Stoica (79' Rudi) Grégoire, Foley, Olufade                       | 15' Foley 30' Stoica 66' Domoraud 73' Olufade               |
| 18 februari 2007 18:00 Jules Ottenstadion Gent                 | Olufade (pen.) 36'                                           | 0-1 1-1 1-2 1-3         | 6' Vrancken 65' Mikulic 72' Haroun              | Herpoel Domoraud (79' Ruiz), Smoje, Svetlicic, Lombaerts Pavlović, Gillet, Stoica (79' Rudi) Grégoire, Foley, Olufade                       | 15' Foley 30' Stoica 66' Domoraud 73' Olufade               |
| 25 februari 2007 20:30 Regenboogstadion Waregem                | SV Zulte Waregem                                             | 3-2                     | KAA Gent                                        | Herpoel Gillet, Smoje (15' Domoraud), Svetlicic, Lombaerts De Beule (85' Żewłakow), Rudi (46' Ruiz), Pavlović Grégoire, Olufade, Stoica     | 71' De Beule 75' Gillet 86' Pavlović                        |
| 25 februari 2007 20:30 Regenboogstadion Waregem                | Sergeant 43' Dosunmu 44' Sergeant 55'                        | 1-0 2-0 2-1 3-1 3-2     | 49' Svetlicic 73' Olufade (pen.)                | Herpoel Gillet, Smoje (15' Domoraud), Svetlicic, Lombaerts De Beule (85' Żewłakow), Rudi (46' Ruiz), Pavlović Grégoire, Olufade, Stoica     | 71' De Beule 75' Gillet 86' Pavlović                        |
| 3 maart 2007 20:00 Jules Ottenstadion Gent                     | KAA Gent                                                     | 4-0                     | Lierse SK                                       | Herpoel Gillet, Svetlicic, Lombaerts, N'Diaye De Beule, Stoica (72' Domoraud), Pavlović (89' Rudi) Grégoire, Foley, Olufade (78' Ruiz)      |                                                             |
| 3 maart 2007 20:00 Jules Ottenstadion Gent                     | Pavlović 12' Pavlović 28' Olufade 64' Olufade 75'            | 1-0 2-0 3-0 4-0         |                                                 | Herpoel Gillet, Svetlicic, Lombaerts, N'Diaye De Beule, Stoica (72' Domoraud), Pavlović (89' Rudi) Grégoire, Foley, Olufade (78' Ruiz)      |                                                             |
| 10 maart 2007 18:00 Maurice Dufrasnestadion Luik               | Standard Luik                                                | 0-1                     | KAA Gent                                        | Herpoel Gillet, Svetlicic, Lombaerts, N'Diaye De Beule (86' Rudi), Stoica (88' Laybutt), Pavlović Grégoire, Foley, Olufade                  | 48' Olufade 64' Svetlicic                                   |
| 10 maart 2007 18:00 Maurice Dufrasnestadion Luik               |                                                              | 0-1                     | 48' Stoica                                      | Herpoel Gillet, Svetlicic, Lombaerts, N'Diaye De Beule (86' Rudi), Stoica (88' Laybutt), Pavlović Grégoire, Foley, Olufade                  | 48' Olufade 64' Svetlicic                                   |
| 18 maart 2007 18:00 Jules Ottenstadion Gent                    | KAA Gent                                                     | 0-2                     | Cercle Brugge                                   | Herpoel Gillet, Smoje (75' Domoraud), Lombaerts, N'Diaye (64' Ruiz) De Beule (87' Żewłakow), Stoica, Pavlović Grégoire, Foley, Olufade      | 62' Olufade                                                 |
| 18 maart 2007 18:00 Jules Ottenstadion Gent                    |                                                              | 0-1 0-2                 | 39' De Sutter 68' De Sutter                     | Herpoel Gillet, Smoje (75' Domoraud), Lombaerts, N'Diaye (64' Ruiz) De Beule (87' Żewłakow), Stoica, Pavlović Grégoire, Foley, Olufade      | 62' Olufade                                                 |
| 30 maart 2007 20:30 Edmond Machtensstadion Sint-Jans-Molenbeek | FC Brussels                                                  | 1-1                     | KAA Gent                                        | Herpoel Gillet, Svetlicic (50' Laybutt), Lombaerts, N'Diaye De Beule (74' Martens), Azofeifa, Rudi Grégoire (82' Ruiz), Żewłakow, Stoica    |                                                             |
| 30 maart 2007 20:30 Edmond Machtensstadion Sint-Jans-Molenbeek | Bangoura 32'                                                 | 1-0 1-1                 | 88' Stoica                                      | Herpoel Gillet, Svetlicic (50' Laybutt), Lombaerts, N'Diaye De Beule (74' Martens), Azofeifa, Rudi Grégoire (82' Ruiz), Żewłakow, Stoica    |                                                             |
| 7 april 2007 20:00 Schierveldestadion Roeselare                | KSV Roeselare                                                | 1-3                     | KAA Gent                                        | Herpoel Gillet, Smoje, Svetlicic, Lombaerts Rudi, Stoica, Pavlović Grégoire, Foley, Olufade                                                 |                                                             |
| 7 april 2007 20:00 Schierveldestadion Roeselare                | Eloi 80'                                                     | 0-1 0-2 0-3 1-3         | 42' Rudi 65' Foley 78' Rudi                     | Herpoel Gillet, Smoje, Svetlicic, Lombaerts Rudi, Stoica, Pavlović Grégoire, Foley, Olufade                                                 |                                                             |
| 15 april 2007 18:00 Jules Ottenstadion Gent                    | KAA Gent                                                     | 2-1                     | KSK Beveren                                     | Herpoel Gillet, Smoje, Svetlicic, Lombaerts Rudi, Stoica (89' Azofeifa), Pavlović Grégoire (81' Ruiz), Foley, Olufade                       | 79' Lombaerts                                               |
| 15 april 2007 18:00 Jules Ottenstadion Gent                    | Olufade 35' Foley 45'                                        | 1-0 2-0 2-1             | 70' Dissa                                       | Herpoel Gillet, Smoje, Svetlicic, Lombaerts Rudi, Stoica (89' Azofeifa), Pavlović Grégoire (81' Ruiz), Foley, Olufade                       | 79' Lombaerts                                               |
| 22 april 2007 18:00 Constant Vanden Stockstadion Anderlecht    | RSC Anderlecht                                               | 1-0                     | KAA Gent                                        | Herpoel Gillet, Smoje, Svetlicic, Lombaerts De Beule (75' Ruiz), Stoica, Pavlović Grégoire, Foley (78' Żewłakow), Olufade                   | 66' Lombaerts 74' Pavlović                                  |
| 22 april 2007 18:00 Constant Vanden Stockstadion Anderlecht    | Frutos 28'                                                   | 1-0                     |                                                 | Herpoel Gillet, Smoje, Svetlicic, Lombaerts De Beule (75' Ruiz), Stoica, Pavlović Grégoire, Foley (78' Żewłakow), Olufade                   | 66' Lombaerts 74' Pavlović                                  |
| 28 april 2007 20:00 Jules Ottenstadion Gent                    | KAA Gent                                                     | 4-1                     | RAEC Mons                                       | Herpoel Gillet, Smoje, Svetlicic, N'Diaye (24' Mirvić) De Beule (59' Noukeu), Stoica, Azofeifa Grégoire, Foley, Olufade (80' Ruiz)          |                                                             |
| 28 april 2007 20:00 Jules Ottenstadion Gent                    | De Beule 23' Azofeifa 29' Grégoire 77' Ruiz 83'              | 0-1 1-1 2-1 3-1 4-1     | 9' Dahmane (pen.)                               | Herpoel Gillet, Smoje, Svetlicic, N'Diaye (24' Mirvić) De Beule (59' Noukeu), Stoica, Azofeifa Grégoire, Foley, Olufade (80' Ruiz)          |                                                             |
| 5 mei 2007 20:00 Stayen Sint-Truiden                           | Sint-Truiden                                                 | 0-1                     | KAA Gent                                        | Herpoel Gillet, Smoje (53' Mirvić), Svetlicic, Lombaerts Rudi (35' Azofeifa), Stoica, Pavlović Grégoire, Foley, Ruiz                        | 43' Grégoire 91' Stoica                                     |
| 5 mei 2007 20:00 Stayen Sint-Truiden                           |                                                              | 0-1                     | 72' Ruiz                                        | Herpoel Gillet, Smoje (53' Mirvić), Svetlicic, Lombaerts Rudi (35' Azofeifa), Stoica, Pavlović Grégoire, Foley, Ruiz                        | 43' Grégoire 91' Stoica                                     |
| 12 mei 2007 20:00 Jules Ottenstadion Gent                      | KAA Gent                                                     | 1-2                     | Germinal Beerschot                              | Herpoel Gillet, Mirvić, Svetlicic (72' Laybutt), Lombaerts Azofeifa, Stoica (69' Noukeu), Pavlović (46' Żewłakow) Grégoire, Foley, Ruiz     | 27' Stoica 29' Foley                                        |
| 12 mei 2007 20:00 Jules Ottenstadion Gent                      | Żewłakow 79'                                                 | 0-1 0-2 1-2             | 21' Sterchele 24' Sterchele (pen.)              | Herpoel Gillet, Mirvić, Svetlicic (72' Laybutt), Lombaerts Azofeifa, Stoica (69' Noukeu), Pavlović (46' Żewłakow) Grégoire, Foley, Ruiz     | 27' Stoica 29' Foley                                        |
| 19 mei 2007 20:00 't Kuipje Westerlo                           | KVC Westerlo                                                 | 1-1                     | KAA Gent                                        | Herpoel Martens (85' Noukeu), Laybutt, Lombaerts, Mirvić Gillet, Azofeifa, Pavlović Grégoire (66' Ruiz), Foley, Olufade (50' Żewłakow)      | 35' Pavlović 45' Grégoire                                   |
| 19 mei 2007 20:00 't Kuipje Westerlo                           | Dirar 62'                                                    | 1-0 1-1                 | 78' Foley                                       | Herpoel Martens (85' Noukeu), Laybutt, Lombaerts, Mirvić Gillet, Azofeifa, Pavlović Grégoire (66' Ruiz), Foley, Olufade (50' Żewłakow)      | 35' Pavlović 45' Grégoire                                   |

### Overzicht
| Speeldag  | 1  | 2  | 3  | 4  | 5  | 6  | 7  | 8  | 9  | 10 | 11 | 12 | 13 | 14 | 15 | 16 | 17 | 18 | 19 | 20 | 21 | 22 | 23 | 24 | 25 | 26 | 27 | 28 | 29 | 30 | 31 | 32 | 33 | 34 |
| --------- | -- | -- | -- | -- | -- | -- | -- | -- | -- | -- | -- | -- | -- | -- | -- | -- | -- | -- | -- | -- | -- | -- | -- | -- | -- | -- | -- | -- | -- | -- | -- | -- | -- | -- |
| Resultaat | v  | v  | g  | w  | v  | g  | w  | w  | w  | g  | w  | v  | w  | w  | w  | w  | w  | g  | w  | w  | v  | v  | v  | w  | w  | v  | g  | w  | w  | v  | w  | w  | v  | g  |
| Punten    | 0  | 0  | 1  | 4  | 4  | 5  | 8  | 11 | 14 | 15 | 18 | 18 | 21 | 24 | 27 | 30 | 33 | 34 | 37 | 40 | 40 | 40 | 40 | 43 | 46 | 46 | 47 | 50 | 53 | 53 | 56 | 59 | 59 | 60 |
| Positie   | 18 | 18 | 17 | 14 | 16 | 15 | 13 | 10 | 9  | 8  | 7  | 7  | 7  | 6  | 5  | 4  | 3  | 4  | 4  | 4  | 4  | 4  | 4  | 4  | 4  | 4  | 4  | 4  | 4  | 4  | 4  | 4  | 4  | 4  |

### Klassement
|         |    |                                  | P  | W  | G  | V  | +  | -  | DS  | Ptn |
| ------- | -- | -------------------------------- | -- | -- | -- | -- | -- | -- | --- | --- |
| K (CL)  | 1  | RSC Anderlecht                   | 34 | 23 | 8  | 3  | 75 | 30 | 45  | 77  |
| (CL)    | 2  | KRC Genk                         | 34 | 22 | 6  | 6  | 71 | 37 | 34  | 72  |
| (UEFA)  | 3  | R. Standard de Liège             | 34 | 19 | 7  | 8  | 62 | 38 | 24  | 64  |
|         | 4  | KAA Gent                         | 34 | 18 | 6  | 10 | 56 | 40 | 16  | 60  |
|         | 5  | R. Sporting du Pays de Charleroi | 34 | 17 | 9  | 8  | 51 | 40 | 11  | 60  |
| (beker) | 6  | Club Brugge KV                   | 34 | 14 | 9  | 11 | 58 | 40 | 18  | 51  |
|         | 7  | Germinal Beerschot               | 34 | 14 | 9  | 11 | 52 | 46 | 6   | 51  |
|         | 8  | KVC Westerlo                     | 34 | 12 | 10 | 12 | 41 | 44 | -3  | 46  |
|         | 9  | RAEC Mons                        | 34 | 12 | 8  | 14 | 41 | 41 | 0   | 44  |
|         | 10 | R. Excelsior Mouscron            | 34 | 10 | 12 | 12 | 51 | 55 | -4  | 42  |
|         | 11 | KSV Roeselare                    | 34 | 10 | 9  | 15 | 50 | 72 | -22 | 39  |
|         | 12 | Cercle Brugge KSV                | 34 | 10 | 8  | 16 | 31 | 36 | -5  | 38  |
|         | 13 | FC Brussels                      | 34 | 8  | 14 | 12 | 39 | 50 | -11 | 38  |
|         | 14 | SV Zulte Waregem                 | 34 | 9  | 10 | 15 | 40 | 54 | -14 | 37  |
|         | 15 | K. Sint-Truidense VV             | 34 | 9  | 8  | 17 | 39 | 52 | -13 | 35  |
|         | 16 | KSC Lokeren Oost-Vlaanderen      | 34 | 5  | 15 | 14 | 32 | 48 | -16 | 30  |
| E       | 17 | K. Lierse SK                     | 34 | 6  | 8  | 20 | 33 | 66 | -33 | 26  |
| D       | 18 | KSK Beveren                      | 34 | 5  | 10 | 19 | 31 | 64 | -33 | 25  |

P: wedstrijden gespeeld, W: wedstrijden gewonnen, G: gelijke spelen, V: wedstrijden verloren, +: gescoorde doelpunten, -: doelpunten tegen, DS: doelsaldo, Ptn: totaal punten
K: kampioen, D: degradeert, E: naar eindronde, (beker): bekerwinnaar, (CL): geplaatst voor Champions League, (UEFA): geplaatst voor UEFA-beker

## Beker van België
| Beker van België                                   |                                          |                     |                                             | |                                                |
| Wedstrijddetails                                   | Thuisploeg                               | Uitslag             | Uitploeg                                    | Opstelling | Kaarten                                        |
| 1/16 finales                                       |                                          |                     |                                             | |                                                |
| 22 oktober 2006 15:00 Bergéstadion Tienen          | KVK Tienen                               | 1-2                 | KAA Gent                                    | Herpoel Gillet (88' Stoica), Smoje, Svetlicic, Thompson De Beule (77' Laybutt), Noukeu, Pavlović Grégoire, Foley, Olufade   | 37' Pavlović 42' Grégoire 90' Gillet           |
| 22 oktober 2006 15:00 Bergéstadion Tienen          | Geebelen 67'                             | 0-1 1-1 1-2         | 46' Pavlović 74' Foley                      | Herpoel Gillet (88' Stoica), Smoje, Svetlicic, Thompson De Beule (77' Laybutt), Noukeu, Pavlović Grégoire, Foley, Olufade   | 37' Pavlović 42' Grégoire 90' Gillet           |
| 1/8 finales                                        |                                          |                     |                                             | |                                                |
| 13 januari 2007 20:00 Schierveldestadion Roeselare | KSV Roeselare                            | 2-3                 | KAA Gent                                    | Herpoel Gillet, Smoje, Svetlicic, Lombaerts De Beule, Stoica, Pavlović Grégoire, Foley, Olufade                             | 58' Foley 71' De Beule                         |
| 13 januari 2007 20:00 Schierveldestadion Roeselare | Allagui 14' Annys 91'                    | 1-0 1-1 1-2 1-3 2-3 | 27' El Araichi (own) 78' Olufade 85' Stoica | Herpoel Gillet, Smoje, Svetlicic, Lombaerts De Beule, Stoica, Pavlović Grégoire, Foley, Olufade                             | 58' Foley 71' De Beule                         |
| 1/4 finales                                        |                                          |                     |                                             | |                                                |
| 28 februari 2007 20:30 Jules Ottenstadion Gent     | KAA Gent                                 | 2-1                 | KV Mechelen                                 | Herpoel Gillet, Svetlicic, Lombaerts, N'Diaye De Beule (76' Ruiz), Stoica (90' Azofeifa), Pavlović Grégoire, Foley, Olufade | 19' Gillet 20' N'Diaye 37' Stoica 47' De Beule |
| 28 februari 2007 20:30 Jules Ottenstadion Gent     | Pavlović 38' Pavlović 41'                | 1-0 2-0 2-1         | 56' Van Zundert                             | Herpoel Gillet, Svetlicic, Lombaerts, N'Diaye De Beule (76' Ruiz), Stoica (90' Azofeifa), Pavlović Grégoire, Foley, Olufade | 19' Gillet 20' N'Diaye 37' Stoica 47' De Beule |
| 14 maart 2007 20:30 Achter de Kazerne Mechelen     | KV Mechelen                              | 0-1                 | KAA Gent                                    | Herpoel Domoraud, Svetlicic, Lombaerts, N'Diaye Noukeu, Stoica, Pavlović Grégoire, Foley, Olufade                           | 45' Pavlović 86' N'Diaye                       |
| 14 maart 2007 20:30 Achter de Kazerne Mechelen     |                                          | 0-1                 | 69' Olufade                                 | Herpoel Domoraud, Svetlicic, Lombaerts, N'Diaye Noukeu, Stoica, Pavlović Grégoire, Foley, Olufade                           | 45' Pavlović 86' N'Diaye                       |
| 1/2 finales                                        |                                          |                     |                                             | |                                                |
| 18 april 2007 20:45 Jules Ottenstadion Gent        | KAA Gent                                 | 3-1                 | Club Brugge                                 | Herpoel Gillet, Smoje, Svetlicic, Lombaerts De Beule (85' Mirvić), Azofeifa, Stoica (90' Laybutt) Grégoire, Foley, Olufade  | 8' De Beule                                    |
| 18 april 2007 20:45 Jules Ottenstadion Gent        | Valgaeren (own) 44' Foley 50' Stoica 59' | 1-0 2-0 3-0 3-1     | 84' Balaban                                 | Herpoel Gillet, Smoje, Svetlicic, Lombaerts De Beule (85' Mirvić), Azofeifa, Stoica (90' Laybutt) Grégoire, Foley, Olufade  | 8' De Beule                                    |
| 8 mei 2007 20:45 Jan Breydelstadion Brugge         | Club Brugge                              | 2-0                 | KAA Gent                                    | Herpoel Gillet, Smoje (67' Mirvić), Svetlicic, Lombaerts Azofeifa, Stoica, Pavlović Grégoire, Foley, Olufade (46' Ruiz)     | 45' Foley 77' Pavlović                         |
| 8 mei 2007 20:45 Jan Breydelstadion Brugge         | Leko 33' Balaban 50'                     | 1-0 2-0             |                                             | Herpoel Gillet, Smoje (67' Mirvić), Svetlicic, Lombaerts Azofeifa, Stoica, Pavlović Grégoire, Foley, Olufade (46' Ruiz)     | 45' Foley 77' Pavlović                         |

## Europees

### Voorrondes
| Intertoto Cup                              |                         |             |                         | |                        |
| Wedstrijddetails                           | Thuisploeg              | Uitslag     | Uitploeg                | Opstelling | Kaarten                |
| Derde voorronde                            |                         |             |                         | |                        |
| 15 juli 2006 19:00 Hardturm Zürich         | Grasshopper Club Zürich | 2-1         | KAA Gent                | Herpoel Martens (70' Mirvić), Smoje, Laybutt, Lombaerts De Beule, Azofeifa (68' Thompson), Pavlović Grégoire (82' Gillet), Foley, Żewłakow | 52' Smoje 56' Azofeifa |
| 15 juli 2006 19:00 Hardturm Zürich         | Ristic 50' Salatic 57'  | 0-1 1-1 2-1 | 3' Żewłakow             | Herpoel Martens (70' Mirvić), Smoje, Laybutt, Lombaerts De Beule, Azofeifa (68' Thompson), Pavlović Grégoire (82' Gillet), Foley, Żewłakow | 52' Smoje 56' Azofeifa |
| 22 juli 2006 19:30 Jules Ottenstadion Gent | KAA Gent                | 1-1         | Grasshopper Club Zürich | Herpoel Martens, Smoje, Laybutt, Lombaerts De Beule (88' Nfor), Azofeifa (72' Ruiz), Pavlović Grégoire (70' Gillet), Foley, Żewłakow       |                        |
| 22 juli 2006 19:30 Jules Ottenstadion Gent | Foley 67'               | 0-1 1-1     | 64' Eduardo             | Herpoel Martens, Smoje, Laybutt, Lombaerts De Beule (88' Nfor), Azofeifa (72' Ruiz), Pavlović Grégoire (70' Gillet), Foley, Żewłakow       |                        |